# جيانغ يو
جيانغ يو (بالصينية: 姜瑜) هي المتحدثة باسم وزارة الخارجية في جمهورية الصين الشعبية.
عملت جيانغ يو لمدة عشرين عاما في وزارة الخارجية الصينية، وعملت في عدة أماكن حول العالم، منها مقر الأمم المتحدة في نيويورك، ووكالة أنباء شينخاوا في هونغ كونغ.